# Kubakrokodil
Kubakrokodil (Crocodylus rhombifer) är en starkt utrotningshotad art i familjen krokodiler som endast lever på Kuba i Zapataträsket och på ön Isla de la Juventud. Tidigare fanns arten även på andra ställen i Västindien. Fossil av arten har återfunnits på Caymanöarna och Bahamas. Den blir 2,5 meter lång och födan utgörs av fisk, spindlar och mindre vattenlevande smådjur. Trots sin blygsamma storlek är det ett mycket aggressivt djur och potentiellt farligt för människor.
Arten har ett flertal intressanta kännetecken som särskiljer dem från andra krokodiler. Den har bland annat ljusare färger som adult, grövre, mer 'steniga' fjäll och långa starka ben. Kubakrokodilen är den krokodilart som lever mest på land och möjligen den mest intelligenta. En koloni av arten som finns på nöjesparken Gatorland i Florida, USA, har uppvisat vad som tycks vara jakt i flock vilket har lett till ett ökat intresse för arten, som vanligtvis hålls på egen hand (speciellt efter sådana rapporter).
Det här är en liten till medelstor krokodil. Vanligtvis har vuxna djur varit mellan 2,1-2,3 meter långa och haft en vikt på 70-80 kilo. Stora hanar kan dock bli upp till 3,5 meter långa och väga upp till 130 kilo.
Skansen-akvariet har två kubakrokodiler, och de fick stor uppmärksamhet när en av dem attackerade en äldre man under en kräftskiva i akvariet i augusti 2019.